# Peter Faiman
Peter Leonard Faiman (Melbourne, 1944) è un regista e produttore televisivo australiano.

## Filmografia

### Regista
- Behind the Fridge (1971) - TV
- Neil Diamond - The 'Thank You Australia' Concert (1976) - TV
- The Royal Charity Concert (1980)
- Culture Club: Live in Sydney (1984)
- Mr. Crocodile Dundee (Crocodile Dundee) (1986)
- Dutch è molto meglio di papà (Dutch) (1991)